# Hassanlu ås

Hassanlu ås eller Tappeh-ye Hasanlu (persiska: تپه حسنلو) ligger nära byn Ḩasan Nūrān, 7 km från staden Naqadeh. Åsen är en av Irans arkeologiska kullar och är mer än 8000 år gammal. Det kändaste fyndet från denna plats är Hassanlus guldkopp, som hör till järnåldern och som förvaras i Irans arkeologimuseum.

## Bildgalleri

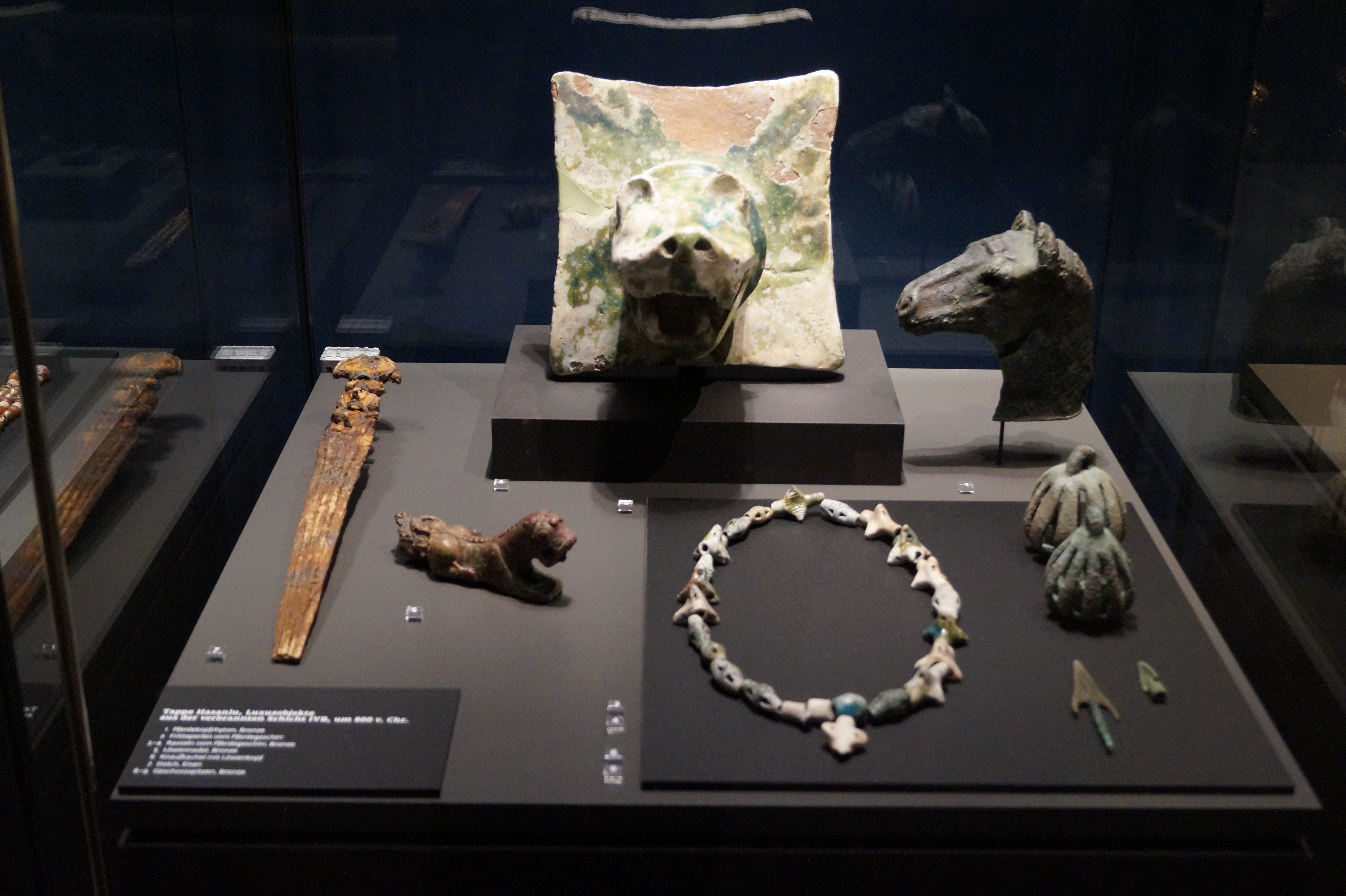
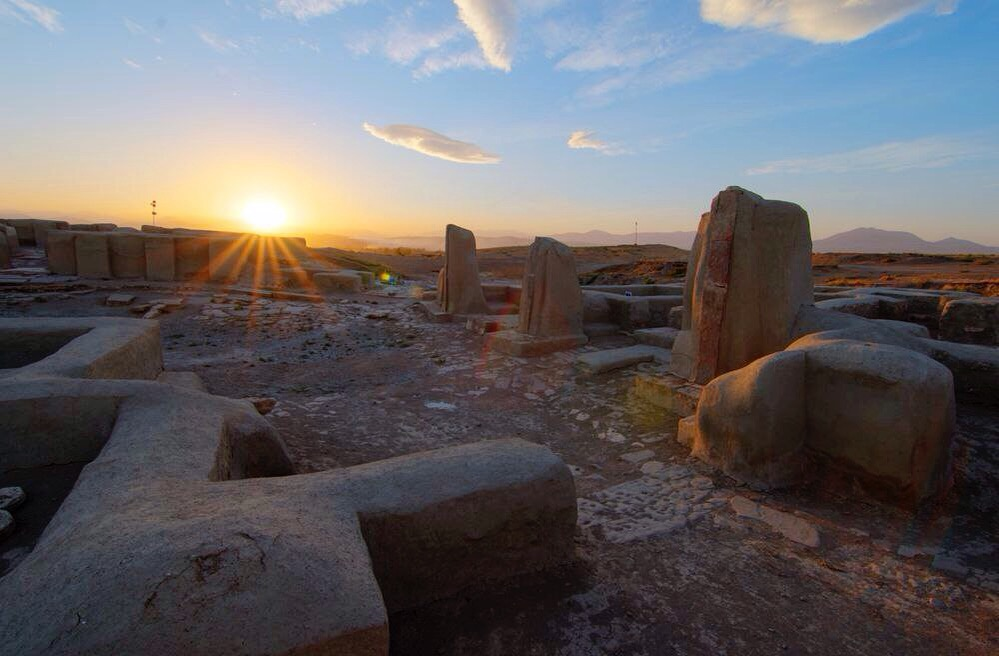
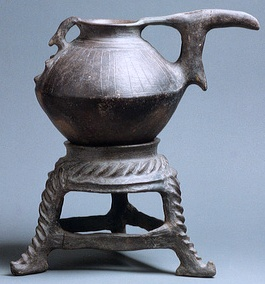

## Källa
1. ↑  ”Tappe-ye Hasanlu - Iran Culture” (på amerikansk engelska). Iran Cultura. https://en.irancultura.it/tourism/attractions/Azerbaijan-West/step-ye-Hasanlu/. Läst 30 november 2018.